# ジェシー・ソーントン
ジェシー・ブラックバーン・ソーントン（Jessie Blackburn Thornton、1875年8月6日 - 1958年4月14日）は、アメリカ合衆国出身の農村伝道者。日本にピーナッツバターの製法を伝えた人物としても知られ、ソントン食品の社名の由来になっている。

## 経歴
米国モンタナ州セントジョセフ郊外にメソジスト教会の牧師の子供として生まれる。
デンバーの高校を卒業後、就職を挟んでイリノイ大学に進学。卒業後はイリノイ州のグリーンフィールドなどのメソジスト教会で牧会を務める。
宣教のため1904年にインドに渡り、1908年に来日して神戸ユニオン・チャーチの牧師をする。1911年米国に帰国、ユダヤ人に伝道をして1913年に再来日。
B・F・バックストンの日本伝道隊に協力して丹波地方の伝道に従事し、兵庫県柏原町に日本自立聖書学校を開く。この間にピーナッツバターの製造にかかわりながら藤田昌直ら伝道者を育成した。 
1926年に米国に帰国し、モンタナ州セントルイスの会衆派教会の牧師になったほか、聖書学校の経営もしていた。
ソーントンの帰国後、日本自立聖書学校は日本伝道隊の神学校の御影聖書学舎と合同し、1930年に神戸市の塩屋に移転し、関西聖書神学校と改名し今日まで継続している。